# موزه دولتی تاریخ ادیان آذربایجان
موزه دولتی تاریخ ادیان آذربایجان (به ترکی آذربایجانی: Azərbaycan Dövlət Din Tarixi Muzeyi) از جمله موزه‌هایی تابع وزارت فرهنگ و گردشگری جمهوری آذربایجان می‌باشد. 

## تاریخ موزه
این موزه به‌موجب فرمان شماره ۱۳۰ شورای وزرای جمهوری سوسیالیستی آذربایجان شوروی مورخ سال ۱۹۶۷ تحت عنوان «موزه تاریخ الحاد» راه‌اندازی گردیده‌بود که، پس از کسب استقلال آذربایجان، طبق دستور شماره ۴۱۴ کابینه وزرای جمهوری آذربایجان به تاریخ ۱۷ سپتامبر سال ۱۹۹۰، نامش به موزه دولتی تاریخ ادیان درگرگونی پیدا کرد. از سال ۱۹۹۳، این موزه موقتی در «مرکز موزه» مستقر شد.

## اشیای نمایشی موزه
صندوق علم موزه دولتی تاریخ ادیان آذربایجان دربردارندهٔ مطالب نشان دهنده اندیشه‌های مذهبی انسان‌های باستانی، همچنین نمونه‌های مجسمه‌سازی، گرافیک، عکس‌ها، کتب و دست‌نویس‌ها، روزنامه‌ها و مجلات، اسناد و غیره ... از ادیانی چون بودیسم، یهودیت، مسیحیت و اسلام می‌باشد. 